# A Connecticut Party
A Connecticut Party var ett parti i den amerikanska delstaten Connecticut under 1990-talet.

## Grundande
Partiet grundades av den tidigare republikanske amerikanske senatorn Lowell P. Weicker, Jr. 1990. Weicker vann sedan guvernörsvalet samma år och tjänstgjorde en mandatperiod som guvernör i Connecticut. Partiet fick sitt namn med syftet att komma först i den alfabetiska ordningen på valsedlarna.

## Konvent 1992
Partiet höll sitt första konvent 1992, med 350 medverkande delegater. På konventet beslutade partiet att stödja mer än hundra kandidater till Connecticuts parlament (omkring 80 demokrater, 16 kandidater för A Connecticut Party och en handfull republikanska kandidater).

## Val 1994
I guvernörsvalet 1994 kandiderade Weickers viceguvernör Eunice Groark för A Connecticut Party i guvernörsvalet. Hon förlorade dock, kom trea med 18,9 % av rösterna.
I övriga val till positioner i delstaten eller på federal nivå stödde partiet främst kandidater för Demokraterna, inklusive senatorn Joseph Lieberman som sökte återval till USA:s senat; till delstatens justitieminister, Richard Blumenthal; delstatens skattmästare, Joseph M. Suggs Jr., och till USA:s representanthus för första distriktet den sittande Barbara B. Kennelly. Partiet stödde också Demokraternas kandidat Miles S. Rapoport till posten som secretary of the state och Charlotte Koskoff till USA:s representanthus för sjätte distriktet. I valet till USA:s representanthus för andra distriktet hade partiet en egen kandidat, David Bingham, som slutade trea i ett val med tre kandidater, med 14,90 %. 
Utan guvernörsposten eller någon annan person som representerade partiet i hela delstaten försvann partiet så småningom under mitten av 1990-talet.